# José da Costa Soares

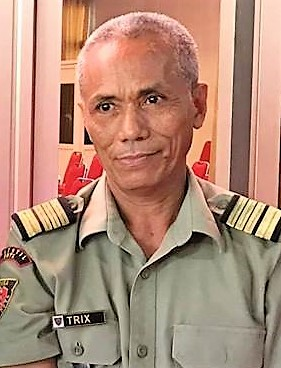
Oberst José da Costa Soares (2017)

José da Costa Soares (Kampfname: Trix, * 10. April 1960 in Portugiesisch-Timor) ist ein Offizier der Verteidigungskräfte Osttimors (F-FDTL). Er ist Veteran aus dem Befreiungskampf gegen die indonesische Besetzung. Unter anderem war er in Wasa-Diga (Suco Loi-Huno) als Kommandant einer Guerillaeinheit der FALINTIL aktiv.
Nach Abzug der Indonesier 1999 wurde Soares Offizier der neugegründeten F-FDTL. Am 2. Februar 2011 wurde Soares zum Oberstleutnant befördert. Ab dem 20. Mai 2012 bis 2017 war er als Oberst (Coronel) Chef des Militärstabes des Staatspräsidenten Osttimors (Chefe da Casa Militar do Presidente da República). 2022 wurde Soares Kommandant der Landstreitkräfte (Kommandante Komponente Terreste) und am 30. Oktober 2023 Stabschef der FDTL (CEMFA). Gleichzeitig wurde er zum Brigadegeneral befördert.
Am 10. Mai 2017 wurde Soares die Medaille des Ordem de Timor-Leste verliehen.